# Observatorio Geofísico de Almería
El edificio de la estación sismológica de Almería es un edificio situado en el barrio de Los Ángeles de Almería, España. Informalmente conocido como «la Sismológica», a lo largo de su historia ha albergado el observatorio geofísico de Almería (ALM), así como una estación permanente de sismología y una pequeña exposición dedicada a la sismología.
El observatorio formaba parte de la red de observatorios creada por la sección de Geomagnetismo del Instituto Geográfico Nacional encargada de la obtención del primer mapa magnético de España. Dicho mapa se publicaría en 1924.
El edificio, propiedad del Ministerio de Fomento, está pendiente de ser cedido al Ayuntamiento de Almería para darle un uso de centro sociocultural.

## Observatorio geofísico
La construcción de la estación meteorológica y sismológica fue planteada en 1988 para sustituir a la única que venía funcionando hasta entonces en la ciudad, propiedad de la Marina, pero no fue hasta 1910 que se iniciaron las obras.
El observatorio geofísico de Almería entró en funcionamiento en 1912 con las secciones de Sismología y Meteorología, e incorporó la sección de Geomagnetismo en 1955. El observatorio dejó de estar operativo en 1989 debido a que el crecimiento de la ciudad alrededor del edificio provocó que el registro del campo magnético no pudo seguir realizándose con las condiciones adecuadas. Las funciones de este observatorio fueron transferidas al observatorio geofísico de San Pablo de los Montes (Toledo).

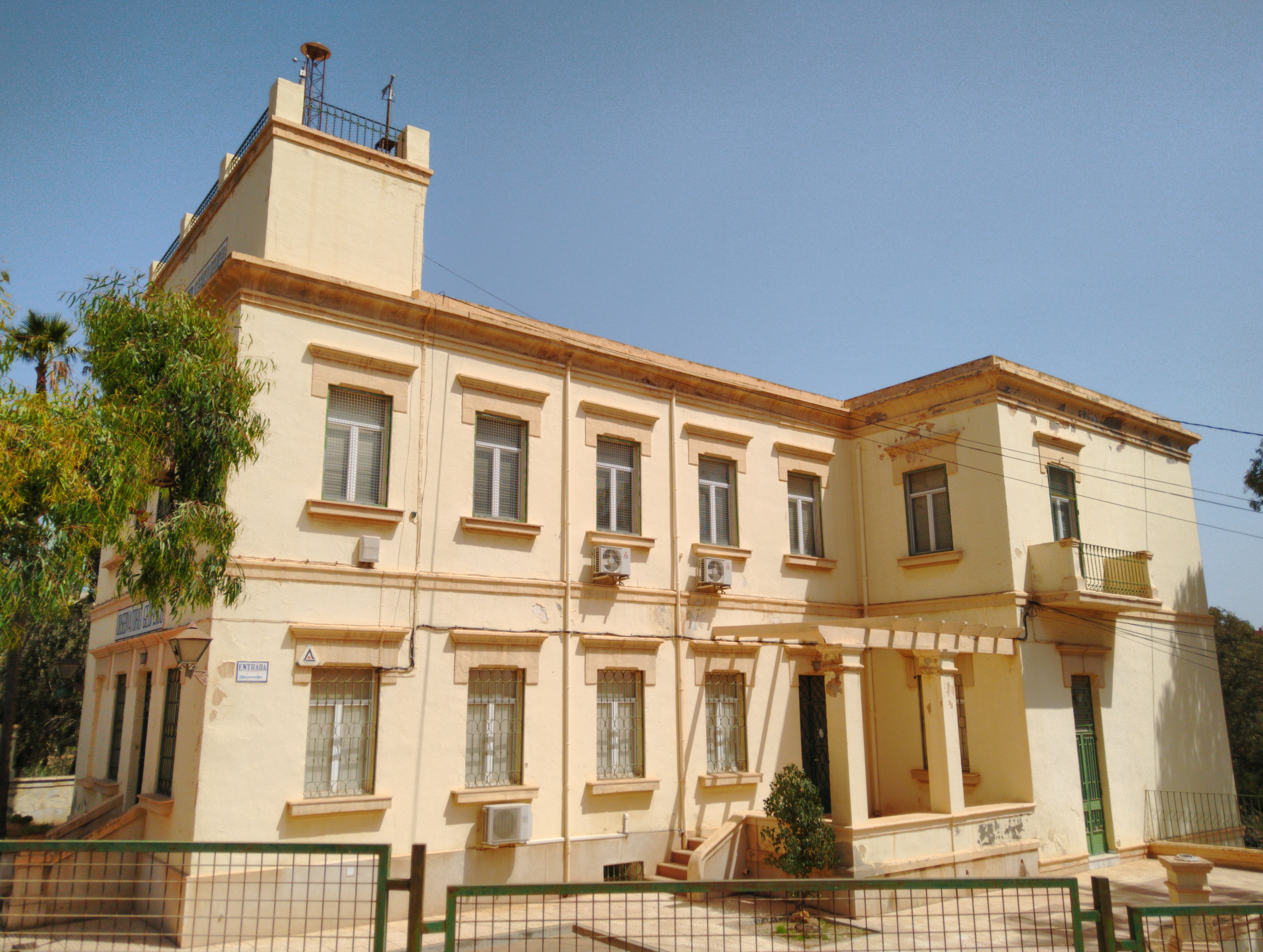
El edificio de la Sismológica en 2022.

La sección de Geomagnetismo contaba con dos pabellones, uno para medidas absolutas y otro para variómetros, unidos por una galería cubierta de modo que constituían una sola edificación.
Como instrumentación contaba con un equipo de variómetros (H, D y Z) y registrador en bandas de papel fotográfico con una velocidad de giro de 15 mm/hora. Tanto los variómetros como el registrador eran del tipo La Cour.
Para la observación de absolutas se contaba con un magnetómetro horizontal QHM, un BMZ para la componente vertical, un declinómetro Sartorius para la declinación y para la medida de la inclinación un inductor Askania para la inclinación.

## Exposición sismológica
Durante cierto tiempo el edificio expuso una colección de instrumentos sismológicos utilizados desde 1911, un archivo de sismogramas, material informativo y una sala de proyecciones.

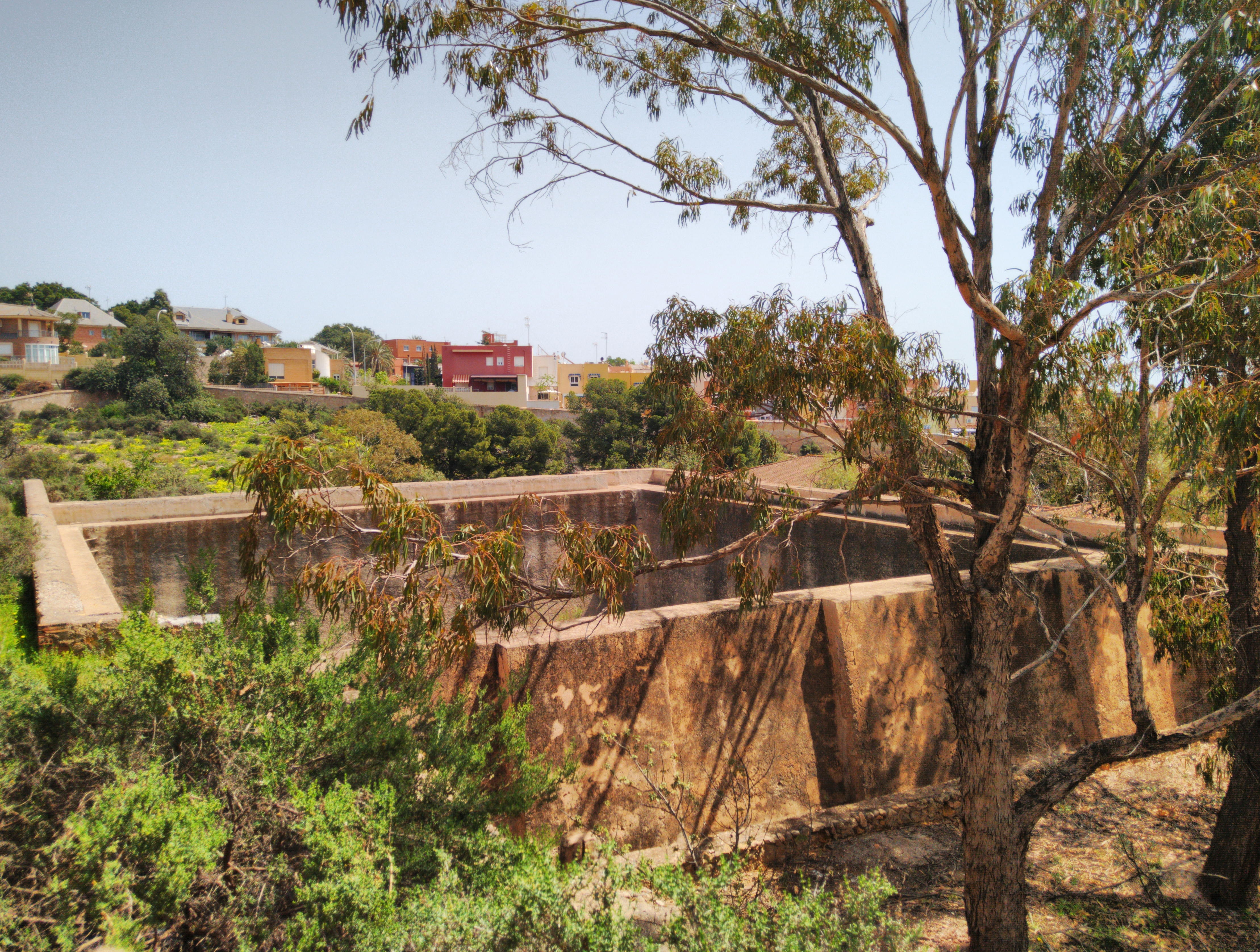
Balsa de la Sismológica.

## Balsa y aljibes de la Sismológica
En la misma finca se encuentra un sistema hidráulico de tres aljibes y una balsa conectados. Este sistema es un bien inscrito en el Catálogo General del Patrimonio Histórico Andaluz. La balsa mide 18,45 metros de ancho por 20,50 de largo y 5,90 metros de profundidad y está protegida por contrafuertes menores y esquineros. Los tres aljibes, tanto individualmente como en conjunto, constituyen piezas singulares por su originalidad.